# David Taylor (veterinario)
David Conrad Taylor  (Rochdale, Inglaterra; 11 de febrero de 1934-29 de enero de 2013), fue un cirujano veterinario británico. Fue el primer cirujano veterinario especializado en medicina de zoológico y vida silvestre. Taylor trabajó con zoológicos y animales salvajes desde 1957, actuando como consultor en algunas de las especies más raras del mundo. Fue reconocido mundialmente como un experto en medicina de mamíferos marinos y desde 1968 fue el veterinario a cargo de la primera ballena asesina que mantenía en el Reino Unido —Cuddles, la ballena asesina en el Flamingo Park, Yorkshire del Norte—.

## Biografía
Taylor nació en Rochdale, Lancashire, y se clasificó en la Escuela de Medicina Veterinaria de la Universidad de Glasgow en 1956. Asistió a la reunión inaugural de la Federación de Parques Zoológicos británicos en 1967, que se celebró en la Sociedad Zoológica de Londres. Fue galardonado con la primera Beca Universitaria RCVS para un tema sobre animales salvajes —enfermedades de los primates— en 1968, y es reconocido como un especialista RCVS en medicina de zoológicos y vida silvestre. Es reconocido por su contribución significativa al campo de la medicina zoológica hoy en día. Él introdujo la pistola de dardos por primera vez en el Reino Unido y fue el primer veterinario en el país a juicio y adoptar los nuevos medicamentos de inmovilización de los animales de gran tamaño. Era conocido por tratamientos inventivos e inusuales, y en una ocasión, un tratamiento exitoso de una orca con hemorragia, alimentándola de morcillas.
Taylor trabajó para los zoológicos de todo el mundo. Estos incluyen: Chester Zoo, el zoológico de Londres, el zoológico de Chessington, el ahora cerrado Belle Vue Zoological Gardens en Manchester, Flamingo Park Zoo en Yorkshire del Norte, Windsor Safari Park, Parc Astérix, cerca de París, Marine Land, sur de Francia y el zoológico de Madrid. También ha trabajado para algunos de los circos más famosos del mundo.

## Obras

### Libros autobiográficos
- Zoo Vet: World of a Wildlife Vet (1976) ISBN 0-04-925012-4, ISBN 978-0-04-925012-3
- Zoo Vet: Adventures of a Wild Animal Doctor (1977) ISBN 0-397-01207-1, ISBN 978-0-397-01207-7
- Is There a Doctor in the Zoo? (1978) ISBN 0-397-01284-5, ISBN 978-0-397-01284-8
- Going Wild: More Adventures of a Zoo Vet (1980) ISBN 0-04-925019-1, ISBN 978-0-04-925019-2
- Next panda, please!: Further adventures of a wildlife vet (1982) ISBN 0-04-925021-3, ISBN 978-0-04-925021-5
- Wandering Whale and Other Adventures from a Zoo Vet's Casebook (1984) ISBN 0-04-925023-X, ISBN 978-0-04-925023-9
- My animal kingdom, one by one (1984) ISBN 0-8128-2963-8, ISBN 978-0-8128-2963-1
- Doctor in the Zoo: Making of a Zoo Vet (1985) ISBN 0-7451-0145-3, ISBN 978-0-7451-0145-3
- Dragon Doctor: Further Adventures from a Zoo Vet's Cases (1986) ISBN 0-04-925032-9, ISBN 978-0-04-925032-1
- Vet on the Wild Side: Further Adventures of a Wildlife Vet (1991) ISBN 0-312-05529-3, ISBN 978-0-312-05529-5
- The Patient Elephant: more exotic cases from the world's top wildlife vet (1993) ISBN 0-86051-835-3, ISBN 978-0-86051-835-8
- Vet on the Wild Side (1998) ISBN 0-86051-660-1, ISBN 978-0-86051-660-6

### Otros libros
- The Secret Life of Dogs (2007) ISBN 0-00-724476-2, ISBN 978-0-00-724476-8
- The Secret Life of Cats (2007) ISBN 0-00-724475-4, ISBN 978-0-00-724475-1
- The Secret Life of Kittens (2008) ISBN 0-00-726360-0, ISBN 978-0-00-726360-8
- Collins Family Pet Guide - Rabbit (1999) ISBN 0-00-413377-3, ISBN 978-0-00-413377-5
- Collins Small Pet Handbook: Looking after rabbits, hamsters, guinea pigs, gerbils mice and rats (2002) ISBN 0-00-713448-7, ISBN 978-0-00-713448-9
- Rabbit Handbook: A Family Guide to Buying (1999) ISBN 0-8069-7807-4, ISBN 978-0-8069-7807-9
- Kitten Taming: The Fast Route to a Controllable Cat (2009) ISBN 0-600-61831-5, ISBN 978-0-600-61831-7
- Dogs (DK Pockets) (2003) ISBN 0-7894-9591-0, ISBN 978-0-7894-9591-4
- The Ultimate Dog Book (1990) ISBN 0-86318-443-X, ISBN 978-0-86318-443-7
- You and Your Cat (1997) ISBN 0-7513-0272-4, ISBN 978-0-7513-0272-1
- Your Dog's IQ: How Clever Is Your Canine? (2009) ISBN 1-59223-987-0, ISBN 978-1-59223-987-0
- The Little Tabby Cat Book (1990) ISBN 0-86318-454-5, ISBN 978-0-86318-454-3
- My Dog is a Genius: Understand and Improve Your Dog's Intelligence (2008) ISBN 0-600-61655-X, ISBN 978-0-600-61655-9
- Collins Pony Handbook (2002) ISBN 0-00-712092-3, ISBN 978-0-00-712092-5
- Old Dog, New Tricks: Understanding and Retraining Older and Rescued Dogs (2006)ISBN 1554071976, ISBN 978-1-55407-197-5